# Cerkiew Objawienia Pańskiego w Krecowie
Cerkiew Objawienia Pańskiego w Krecowie – nieistniejąca drewniana greckokatolicka cerkiew parafialna, znajdująca się w Krecowie, w gminie Tyrawa Wołoska.
Cerkiew została zbudowana w 1784, w miejscu starszej cerkwi. Był to budynek dwudzielny, ze zrębowym przedsionkiem, kryty jednokalenicowym dachem z hełmem nad nawą. Nad babińcem znajdowała się szkieletowa wieża z namiotowym dachem, również zwieńczonym hełmem. Cerkiew zbudowana była z jodłowych bali ciosanych wyłącznie toporem.
Cerkiew została rozebrana w 1980 na polecenie władz gminy.
W latach 2007/2008 cerkwisko i przylegający cmentarz zostały uporządkowane i odnowione przez Stowarzyszenie Dziedzictwo Mniejszości Karpackich, przy współpracy ze stowarzyszeniami Magurycz i Jeden Świat.